# صادقی
صادقی نام خانوادگی اشخاص زیر است:
- اباصلت صادقی
- علی‌اشرف صادقی
- امیرحسین صادقی
- بهرام صادقی
- لیلا صادقی
- ابراهیم صادقی
- محمد صادقی
- قطب‌الدین صادقی
- علی صادقی
- رضا صادقی
- سجاد صادقی
- ژیلا صادقی
- عباس صادقی (پدرام)
- علی اکبر صادقی